# Holozoa
Holozoa (лат.) — клада заднежгутиковых, которая включает животных и их ближайших одноклеточных родственников, но исключает грибы и родственные им организмы. Эта группа была предложена в 2002 году для объединения Metazoa, хоанофлагеллят и Ichthyosporea. Позднее к ней были добавлены Filasterea Pluriformea, Tunicaraptor и некоторые другие группы, филогенетические отношения между которыми не совсем ясны.